# Baie Buen Suceso
Pour le navire de transport de la Marine argentine, voir ARA Bahía Buen Suceso.
La baie Buen Suceso (en espagnol : bahía Buen Suceso) est une petite baie qui s'enfonce à l'intérieur de la péninsule Mitre, dans le département d'Ushuaïa, dans la juridiction de la province de Terre de Feu, Antarctique et Îles de l’Atlantique Sud, au sud de l'Argentine.

## Histoire
La baie a été découverte par la caravelle Nuestra Señora del Buen Suceso, qui était accompagnée de la caravelle Nuestra Señora de Atocha. Les deux navires avaient quitté Lisbonne le 27 septembre 1618 en direction de l'archipel de la Terre de Feu afin d'explorer le détroit de Le Maire découvert par Jacob Le Maire et Willem Schouten. La découverte de la baie a lieu le 23 janvier 1619, elle est nommée Buen Suceso du nom d'un des deux bâtiments composant l'expédition. Les Haush la surnommaient Cowut ou palourde. Dans cette baie, ils ont jeté l'ancre, fait des provisions d'eau, de bois et pêché beaucoup de poissons. Par ailleurs, les explorateurs établissent le premier contact entre des Espagnols et le peuple indigène haush, ils coexistent pendant les 6 jours de présence des Espagnols sur place.
Dans cette baie a été basée la sous-préfecture de Terre de Feu entre 1887 et 1896, elle a ensuite été transférée dans la ville d'Ushuaia faisant de la zone entourant la baie Buen Suceso une zone marginale, ce qu'elle est encore aujourd'hui. À proximité de la baie se trouve le phare Buen Suceso, phare inhabité qui est retiré du service le 8 novembre 1916 et remplacé en 1928. Sur les côtes de la baie, deux enclaves existent : l'une accueille l'été le Musée du Bout du Monde, l'autre est un poste de secours et de surveillance du trafic maritime de l'Armée argentine, il est occupé en permanence.